# Brachytarsomys
Brachytarsomys là một chi động vật có vú trong họ Nesomyidae, bộ Gặm nhấm. Chi này được Günther miêu tả năm 1875. Loài điển hình của chi này là Brachytarsomys albicauda Günther, 1875.

## Các loài
Chi này gồm các loài: